# North East Manchester Hawks Handball Club
North East Manchester Hawks Handball Club, kurz: NEM Hawks, ist der Name eines englischen Handballvereins aus der Region Greater Manchester. Im Verein wird Handball für Frauen und für Männer sowie die jeweiligen Jugendteams angeboten. Im Jahr 2022 gewannen sowohl die Frauen als auch die Männer die Meisterschaft in der ersten englischen Liga.

## Geschichte
Der Verein wurde im Jahr 2010 von Donna Hankinson und Sue Whitehead gegründet.

### Frauen
Die erste Mannschaft der Frauen spielt seit der Saison 2013/2014 in der ersten englischen Liga, der EHA Women’s Premier League. In der Spielzeit 2021/2022 wurde das Team Meister der englischen Liga.

### Männer
Die erste Mannschaft der Männer spielte 2013/2014 in der EHA North West Regional League und stiegen auf in die EHA North Championship. Seit der Spielzeit 2015/2016 traten sie in der EHA Men’s Super League, Englands höchster Spielklasse, an. In der Spielzeit 2021/2022 wurde das Team Meister der englischen Liga.

## Spielstätte
Spielstätten des Vereins sind das Siddal Moor Sports College und das Oldham Leisure Centre.

## Spieler
Einige Spieler der NEM Hawks traten auch für die Auswahlen Großbritanniens an:
Im Aufgebot der britischen Frauen-Nationalmannschaft standen Holly Lam-Moores, Emily Maddison, Ellie Whitehead, Beth Wilbraham, Kara Hunt, Caitlin Matthews, Lucy-Anne Ready, Harriet Richards, Seun Seriki und Caitlin Wilson.
Für die britische Männer-Nationalmannschaft standen Jamal Braithwaite, Stefan Whaley und Ryan Goodwin im Aufgebot.

## Trainer
Die beiden ersten Mannschaften sowohl der Frauen als auch der Männer werden von Donna Hankinson und Sue Whitehead trainiert.

## Erfolge
- sechs Mal in Folge Meisterschaft der weiblichen U-18[3]
- drei Mal Meisterschaft der männlichen U-18[3]